# 유디트 바르도스
유디트 바르도스(슬로바키아어: Judit Bárdos, 1988년 5월 12일~)는 슬로바키아의 배우로, 헝가리계 혈통이다. 슬로바키아의 정치인 귈라 바르도스와 언론인 아녜스 바르도스의 딸이다. 2012년 선 인 어 넷상 여우주연상, 2018년 선 인 어 넷 여우조연상 수상자이다.

## 출연 작품
- 선셋 (2018)
- 베어 윗 어스 (2018)
- 아웃 (2017)
- 페어 플레이 (2014)
- 더 하우스 (2011)